# Узелковое письмо
Узелко́вое письмо́ — разновидность письменности, использующая в качестве носителя информации нити (шнуры), а для её кодирования — узлы, а также цвета нитей.

## Применение верёвок с узлами у разных народов

### Анды
Ки́пу (кечуа khipu -> исп. quipu — «узел», «завязывать узлы», «счёт»; айм. chino — чино) — древняя мнемоническая и счётная система (в связке со счётным устройством юпаной) инков и их предшественников в Андах, своеобразная письменность: представляет собой сложные верёвочные сплетения и узелки, изготовленные из шерсти южноамериканских верблюдовых (альпака и ламы) либо из хлопка. В кипу может быть от нескольких свисающих нитей до 2000. Она использовалась для передачи сообщений посыльными часки по специально проложенным имперским дорогам, а также в самых разных аспектах общественной жизни (в качестве календаря, топографической системы, для фиксации налогов и законов, и др.). Один из испанских хронистов (Хосе де Акоста) писал, что «вся империя инков управлялась посредством кипу» и никто не мог избежать тех, кто проводил подсчёты с помощью узлов.

### Древний Китай
Узелковое письмо (цзешэн) предположительно существовало в доисторическом Китае до изобретения иероглифической письменности. К узелковому письму в китайской традиции возводилось возникновение письменности, а изготовление ткани или сети ассоциировалось с созданием письмен и текстов.
Упоминания об узелковом письме сохранились в литературе древнего Китая, в Ицзин (Книге Перемен), Даодэцзин и Си цы чжуань.
Легендарному первому императору Китая Бао Си (Фу-си) приписывают как изобретение узелкового письма, так и пришедших затем ему на смену триграмм:
В древности Бао Си был правителем (ваном) Поднебесной. ... Исходя из этого, в начале создал восемь триграмм, чтобы проникнуть в добродетель просветлённого духа и распределить по родам (классифицировать) суть десяти тысяч вещей. Создал узелки на верёвках (узелковое письмо), сплёл сети и силки, чтобы охотиться и ловить рыбу. (Си цы чжуань, II, 2)
Оригинальный текст (кит.)古者包犧氏之王天下也，仰則觀象於天，俯則觀法於地，觀鳥獸之文，與地之宜，近取諸身，遠取諸物，於是始作八卦，以通神明之德，以類萬物之情。作結繩而為罔罟，以佃以漁。

### Древний Вавилон
Согласно Фурлани, верёвки с узлами в религии Древнего Вавилона служили для магических обрядов околдовывания, чтобы лишить сил какую-либо конечность или парализовать действие злых сил, остановить болезнь, когда развязывание узла означало уничтожение чар.

### Израиль
У традиционного еврейского молитвенного покрывала талит имеются узлы в 7-8-11-13 вьющихся концов, по поводу которых выдвигались всяческие догадки, чтобы закодировать гематрическую информацию, касающуюся еврейского имени Бога или 613 заповедей иудаизма.

### Индейцы Северной Америки
У североамериканских индейцев вампум служил для различных целей. Они представляют собой нанизанные на шнуры цилиндрические бусины из раковин вида Busycotypus canaliculatus.
Эти пояса у алгонкинов и особенно у ирокезов имели ряд особых функций: они были украшением одежды, служили валютной единицей, а главное — с их помощью передавались разные важные сообщения. Такие вампумы у ирокезских племён обычно доставляли особые гонцы — вампумоносцы. Развитие вампумовых записей, по всей вероятности, привело бы к созданию у североамериканских индейцев письма.

### Месоамерика и Южная Америка
Историк Норденскьёльд указывал, что верёвки с узлами были также у индейцев Колумбии и Панамы, в Центральной Америке и Мексике (как в центральной части, так и на севере), в Амазонии и даже в Полинезии. Баудин утверждал, что кипу было в Попайяне, у карибов Ориноко, у племён североамериканских индейцев, у мексиканцев до появления кодексов и у жителей Маркизских островов. Историк падре Хосе Гевара упоминал также о том, что индейцы тупа-гуарани рассказывали о своих традициях с помощью кипу, а падре Лосано, что оно было у диагитов из Андальгала, и они его использовали в 1611 году. Жак Пере сообщал о применении в религиозной церемонии предметов ундукуру («чётки, помогающие для запоминания», обозначавшие порядок и фазы исполнения ритуальных танцев), похожих на кипу, во Французской Гайане у племени, потомков народности тупи-гуарани, проживавшей в районе Амазонки, переселившихся в Гайану.

### Другие территории и народы
Верёвки с узелками встречались и в других землях у различных народов: на о. Рюкю, Каролинских островах, Гавайях, в некоторых горных районах Калифорнии, в Западной Африке, а также в Европе (например, в Латвии). Вьетнамское историческое сочинение «Краткая история Вьета» в разделе «События в первый период существования государства» (относится к VII веку до н. э.) рассказывает: «в стране существовали бесхитростные обычаи, государственные дела велись при помощи узелков». Существуют упоминания об использовании для запоминания узлов на веревке у монголов до Чингисхана, у аборигенов Тайваня в XVI веке н. э., и у некоторых народов Тибета — для отметок времени.